# Atletismo nos Jogos Olímpicos de Verão de 2024 - Arremesso de peso feminino
A prova do arremesso de peso feminino do atletismo nos Jogos Olímpicos de Verão de 2024 ocorreu em 8 e 9 de agosto de 2024 no Stade de France, em Paris. Um total de 31 atletas de 18 Comitês Olímpicos Nacionais (CON) participaram do evento.

## Qualificação
Cada Comitê Olímpico Nacional (CON) poderia inscrever no máximo três atletas qualificadas em cada evento individual. Para o arremesso de peso feminino, o período de qualificação foi entre 1 de julho de 2023 a 30 de junho de 2024.

## Formato
O arremesso de peso consiste de duas fases (classificação e final). Na classificação houve dois grupos distintos de arremessadoras, com cada uma tendo direito a três arremessos para aferir uma marca.
A distância padrão na fase eliminatória foi de 19,15 metros, sendo que todas que ultrapassaram essa marca avançaram para a final. Um mínimo de 12 atletas precisaria avançar para a final; se menos de 12 fizessem a marca de qualificação, seriam classificadas as atletas subsequentes (incluindo as empatadas após o uso das regras de desempate).
Na final, cada arremessadora teve direito a três arremessos iniciais; as oito primeiras arremessadoras ao final da terceira rodada receberam três arremessos adicionais para um total de seis, com o melhor a contar para o resultado final.

## Calendário
Horário local (UTC+2)
| Data                | Horário | Fase          |
| ------------------- | ------- | ------------- |
| 8 de agosto de 2024 | 10:25   | Classificação |
| 9 de agosto de 2024 | 19:35   | Final         |

## Medalhistas
| Ouro   | GER Yemisi Ogunleye |
| Prata  | NZL Maddi Wesche    |
| Bronze | CHN Song Jiayuan    |

## Recordes
Antes desta competição, os recordes mundiais e olímpicos da prova eram os seguintes:
| Tipo | Atleta             | Marca   | Local  | Data                |
| ---- | ------------------ | ------- | ------ | ------------------- |
|      | Natalya Lisovskaya | 22,63 m | Moscou | 7 de junho de 1987  |
|      | Ilona Slupianek    | 22,41 m | Moscou | 24 de julho de 1980 |

## Resultados

### Classificação
Todos as atletas que alcançarem a marca de classificação de 19,15 m (Q) ou pelo menos as 12 melhores atletas (q) avançam à final.
| Pos. | Grupo | Atleta              | CON                   | #1    | #2    | #3    | Marca | Notas                |
| ---- | ----- | ------------------- | --------------------- | ----- | ----- | ----- | ----- | -------------------- |
| 1    | A     | Sarah Mitton        | CAN Canadá            | 19.77 |       |       | 19.77 | Q                    |
| 2    | A     | Maddi Wesche        | NZL Nova Zelândia     | 18.59 | 19.25 |       | 19.25 | Q                    |
| 3    | B     | Yemisi Ogunleye     | GER Alemanha          | 18.01 | 17.72 | 19.24 | 19.24 | Q                    |
| 4    | B     | Jessica Schilder    | NED Países Baixos     | x     | 18.86 | 18.92 | 18.92 | q                    |
| 5    | B     | Gong Lijiao         | CHN China             | 18.06 | 18.78 | x     | 18.78 | q                    |
| 6    | A     | Song Jiayuan        | CHN China             | 17.65 | 18.22 | 18.73 | 18.73 | q                    |
| 7    | B     | Raven Saunders      | USA Estados Unidos    | x     | 17.93 | 18.62 | 18.62 | q                    |
| 8    | A     | Jaida Ross          | USA Estados Unidos    | 18.58 | 18.21 | x     | 18.58 | q                    |
| 9    | A     | Jéssica Inchude     | POR Portugal          | x     | 18.36 | x     | 18.36 | q                    |
| 10   | B     | Fanny Roos          | SWE Suécia            | 17.66 | 18.17 | 17.69 | 18.17 | q                    |
| 11   | A     | Alina Kenzel        | GER Alemanha          | 18.16 | 18.09 | x     | 18.16 | q                    |
| 12   | A     | Axelina Johansson   | SWE Suécia            | x     | 18.16 | 17.73 | 18.16 | q                    |
| 13   | B     | Danniel Thomas-Dodd | JAM Jamaica           | x     | 18.12 | 16.87 | 18.12 |                      |
| 14   | A     | Lloydricia Cameron  | JAM Jamaica           | 18.01 | 17.71 | 18.02 | 18.02 | Recorde da temporada |
| 15   | B     | Eliana Bandeira     | POR Portugal          | 16.86 | 17.97 | 17.76 | 17.97 |                      |
| 16   | B     | Katharina Maisch    | GER Alemanha          | 17.45 | 17.86 | x     | 17.86 |                      |
| 17   | A     | Chase Jackson       | USA Estados Unidos    | x     | x     | 17.60 | 17.60 |                      |
| 18   | A     | Ivana Gallardo      | CHI Chile             | 17.47 | 16.64 | 16.13 | 17.47 |                      |
| 19   | B     | Klaudia Kardasz     | POL Polônia           | x     | 17.08 | 17.45 | 17.45 |                      |
| 20   | A     | Erna Gunnarsdóttir  | ISL Islândia          | 17.34 | 17.39 | 17.29 | 17.39 |                      |
| 21   | A     | Sun Yue             | CHN China             | x     | 17.33 | x     | 17.33 |                      |
| 22   | B     | Portious Warren     | TTO Trinidad e Tobago | 17.02 | 16.28 | 17.22 | 17.22 |                      |
| 23   | B     | Ana Caroline Silva  | BRA Brasil            | 17.09 | x     | 16.67 | 17.09 |                      |
| 24   | A     | Emel Dereli         | TUR Turquia           | 17.02 | x     | 16.71 | 17.02 |                      |
| 25   | B     | María Belén Toimil  | ESP Espanha           | x     | 16.83 | x     | 16.83 |                      |
| 26   | B     | Alida van Daalen    | NED Países Baixos     | 16.25 | x     | 16.53 | 16.53 |                      |
| 27   | B     | Dimitriana Bezede   | MDA Moldávia          | 16.30 | 15.89 | 16.35 | 16.35 |                      |
| 28   | A     | Jorinde van Klinken | NED Países Baixos     | 16.35 | x     | x     | 16.35 |                      |
| 29   | A     | Lívia Avancini      | BRA Brasil            | 16.26 | x     | 15.85 | 16.26 |                      |
| 30   | B     | Natalia Duco        | CHI Chile             | x     | 16.11 | x     | 16.11 |                      |
| 31   | A     | Miné de Klerk       | RSA África do Sul     | 15.63 | x     | x     | 15.63 |                      |

### Final

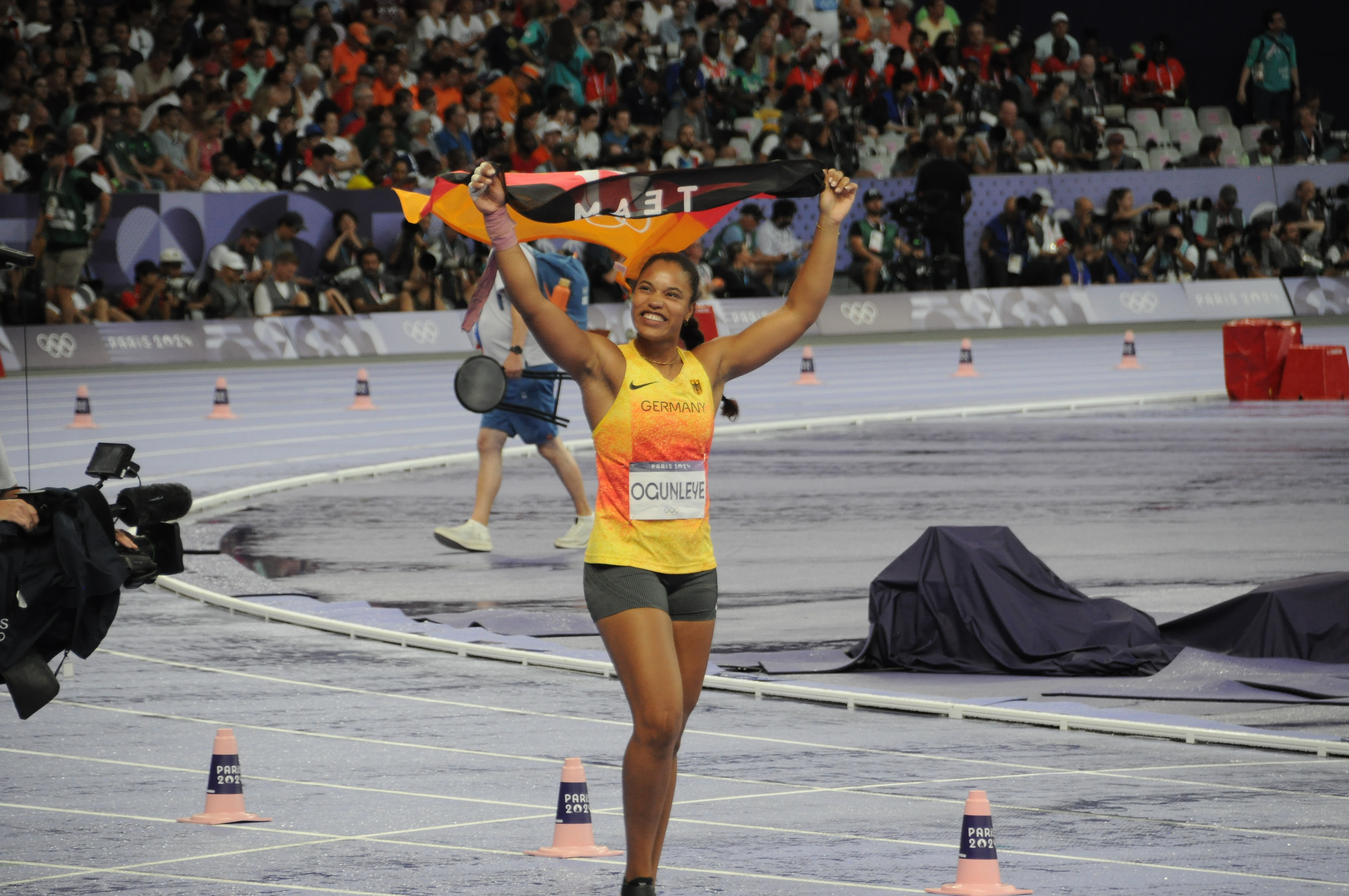
Yemisi Ogunleye celebrando a conquista de medalha de ouro

As atletas que alcançarem as melhores marcas após seis tentativas conquistam as medalhas.
| Pos.              | Atleta            | CON                | #1    | #2    | #3    | #4    | #5    | #6    | Marca | Notas           |
| ----------------- | ----------------- | ------------------ | ----- | ----- | ----- | ----- | ----- | ----- | ----- | --------------- |
| Medalha de ouro   | Yemisi Ogunleye   | GER Alemanha       | x     | 19.55 | x     | 18.75 | 19.73 | 20.00 | 20.00 |                 |
| Medalha de prata  | Maddi Wesche      | NZL Nova Zelândia  | x     | 19.58 | 18.54 | 19.10 | 19.86 | 19.68 | 19.86 | Recorde pessoal |
| Medalha de bronze | Song Jiayuan      | CHN China          | 16.43 | 18.88 | 18.78 | 19.32 | x     | 19.21 | 19.32 |                 |
| 4                 | Jaida Ross        | USA Estados Unidos | 19.28 | x     | x     | x     | 18.79 | 18.75 | 19.28 |                 |
| 5                 | Gong Lijiao       | CHN China          | 19.09 | 19.06 | x     | x     | 19.27 | 19.00 | 19.27 |                 |
| 6                 | Jessica Schilder  | NED Países Baixos  | x     | x     | 18.91 | x     | x     | x     | 18.91 |                 |
| 7                 | Fanny Roos        | SWE Suécia         | 18.47 | 18.78 | x     | 18.48 | x     | 18.13 | 18.78 |                 |
| 8                 | Jéssica Inchude   | POR Portugal       | 18.16 | 18.41 | x     | 18.32 | x     | x     | 18.41 |                 |
| 9                 | Alina Kenzel      | GER Alemanha       | 18.19 | x     | 18.29 |       |       |       | 18.29 |                 |
| 10                | Axelina Johansson | SWE Suécia         | 18.03 | x     | x     |       |       |       | 18.03 |                 |
| 11                | Raven Saunders    | USA Estados Unidos | x     | 16.92 | 17.79 |       |       |       | 17.79 |                 |
| 12                | Sarah Mitton      | CAN Canadá         | 17.15 | 17.48 | x     |       |       |       | 17.48 |                 |

Legenda
| Recorde mundial      | Recorde mundial (World record)               |                       | Recorde africano                      | Recorde africano (African) |                                           | Q | Classificado por posição (Qualified) |
| Recorde olímpico     | Recorde olímpico (Olympic record)            | Recorde da América    | Recorde da América (Americas)         | q                          | Classificado por melhor tempo (Qualified) |   |                                      |
| Melhor marca do ano  | Melhor marca do ano (World leading)          | Recorde asiático      | Recorde asiático (Asian)              | DNS                        | Não largou (Did not start)                |   |                                      |
| Recorde nacional     | Recorde nacional (National record)           | Recorde europeu       | Recorde europeu (European)            | DNF                        | Não terminou (Did not finish)             |   |                                      |
| Recorde pessoal      | Recorde pessoal do atleta (Personal best)    | Recorde da Oceania    | Recorde da Oceania (Oceania)          | DSQ / DQ                   | Desclassificado (Disqualified)            |   |                                      |
| Recorde da temporada | Recorde da temporada do atleta (Season best) | Recorde sul-americano | Recorde sul-americano (South America) | NM                         | Sem marca (No mark)                       |   |                                      |